# 福岡県道8号馬田頓田線
福岡県道8号馬田頓田線（ふくおかけんどう8ごう まだとんたせん）は、福岡県朝倉市を通る県道（主要地方道）である。

## 概要
朝倉市東田から朝倉市頓田に至る。朝倉市甘木地区を通る国道386号および国道322号（国道500号重複）を迂回するようなコースを取る。
国道322号と国道500号の交点である朝倉市市街地南西部の東田交差点を起点に東進し、甘木IC入口交差点で大分自動車道 甘木ICに接続し、一ツ木交差点で福岡県道33号甘木田主丸線と交差する。一ツ木交差点を抜けるとカーブして北東に向きを変え、国道386号・福岡県道・大分県道112号福岡日田線との交点である古賀茶屋交差点が終点となる。
沿線には商業施設が多数建ち並んでいる。全線を通じて交通量が多く、渋滞していることも珍しくない。

### 路線データ
- 起点：福岡県朝倉市東田（東田交差点、国道322号・国道500号交点）
- 終点：福岡県朝倉市頓田（古賀茶屋交差点、国道386号・福岡県道・大分県道112号福岡日田線交点）
- 総延長：1.5 km

## 歴史
- 1993年（平成5年）5月11日 - 建設省から、県道東田頓田線が馬田頓田線として主要地方道に指定される[1]。
- 1994年（平成6年）4月1日 - 福岡県道591号東田頓田線の路線名を変更して路線を認定する。

## 路線状況

### 道路施設

#### 橋梁
- 新替橋（新替川、朝倉市）

## 地理

### 通過する自治体
- 朝倉市

### 交差する道路
| 交差する道路                                | 交差する場所 | 交差する場所              |
| ------------------------------------------- | ------------ | ------------------------- |
| 国道322号 国道500号                         | 馬田         | 東田交差点 / 起点         |
| E34 大分自動車道                            | 甘木         | 甘木IC入口交差点 2 甘木IC |
| 福岡県道584号八重亀菅野来春線               | 一木         | 一ツ木神社前交差点        |
| 福岡県道33号甘木田主丸線                    | 一木         | 一ツ木交差点              |
| 国道386号 福岡県道・大分県道112号福岡日田線 | 頓田         | 古賀茶屋交差点 / 終点     |

### 沿線
- ドラッグストアモリ本社